# Cunha
Cunha este un oraș în São Paulo (SP), Brazilia.